# Tommaso Mottola
Tommaso Mottola (* in Neapel) ist ein italienischer Filmregisseur und Festivalleiter.
Mottola begann beim Film als Assistent von Marco Ferreri und Miloš Forman. Mitte der 1980er Jahre gründete er die Produktionsgesellschaft „Spectre Film“, mit der er Werbe- und Dokumentarfilme finanzierte und drehte. 1992 kam der von ihm geschriebene und inszenierte, in nur wenigen Vorstellungen (die Erlöse betrugen 1,1 Millionen Lire) gezeigte L'isola L'ile flottante - L'isola alla deriva, eine in Patagonien gedrehte italienisch-argentinische Koproduktion, die aber auf einigen Festivals gut aufgenommen wurde. Zwei Jahre später begründete Mottola das Kurzfilmfestival „Capalbio Cinema“, das er bis heute leitet. Daneben vermarktet er Filme und andere italienische Kulturerzeugnisse.
Mottola ist mit der norwegischen Schauspielerin Gørild Mauseth verheiratet.

## Filmografie (Auswahl)
- 1992: L'ile flottante - L'isola alla deriva